# Elektrisk sikring
 For alternative betydninger, se Sikring.
En elektrisk sikring er en sikkerhedsanordning i elektriske kredsløb, som beskytter kredsløbet mod elektriske strømme eller spændinger ud over en vis grænse i tilfælde af overbelastning eller kortslutning i det beskyttede kredsløb.

## Smeltesikringer
I ældste form for elektrisk sikring, smeltesikringen, ledes fødestrømmen til kredsløbet igennem en tynd metaltråd: På grund af trådens om end ganske lille elektriske modstand afsættes der en smule varme i tråden, og hvis strømmen, og dermed varmeudviklingen, overskrider en vis grænse, smelter tråden. Sådanne sikringer fremstilles, så dette sker ved en bestemt "mærkestrøm", som typisk er trykt eller mærket på sikringens indkapsling.
Da modstanden i de fleste elektriske ledere stiger med temperaturen, hersker der for et kort øjeblik en "løbsk" proces med mere elektrisk modstand og dermed varmeudviklingen: I en udbrændt apparatsikring af gennemsigtigt glas kan man ofte se at noget af metallet i tråden ligefrem er fordampet, og er afsat som en sort eller sølvgrå belægning på glasrørets inderside.
Fælles for alle former for smeltesikringer er, at de er "éngangs-produkter": Når de én gang er brændt ud som "svar" på overbelastning, kortslutning etc., kan de ikke bruges mere.

### Smeltesikringerne i elskabet
Smeltesikringer kendes fra elskabet i ethver hjem i Danmark og mange andre lande, hvor sikringer er lovbefalede i husenes elinstallationer: Her er smeltesikringens tråd indkapslet i en hvid, cylindrisk "prop" af keramik, med metalkapper ved endefladerne der tjener som tilslutningspunkter.
I den ene ende er tråden fastgjort med en fjeder, som i tilfælde af at sikringen "springer" sørger for at trække de itusmeltede trådender fra hinanden, hvorved strømmen afbrydes. Den anden ende af fjederen er ført ud til et lille "endestykke" som kan ses midt i den ene af de to metalkapper: Hvis sikringen brænder over, er der ikke noget til at holde den ene ende af fjederen fast inde i keramik-"proppen", og endestykket falder da gerne af. De "skruelåg" der holder sikringerne på plads i et hjems eller kontors el-tavle, har et lille "vindue" så man kan se ind til endestykket på hver sikring: For at finde den der er sprunget, skal man blot lede efter et endestykke der er faldet ud af "proppen", og nu ligger løst inde bag skruelågets vindue.
Ud over at sikringens mærkestrøm som regel er trykt eller præget på ydersiden af "proppen", er fjederens lille endestykke mærket med en lille malingplet, hvis farve angiver strømstyrken:
- Grøn plet: 6 ampere
- Rød plet: 10 ampere
- Grå plet (ikke vist på illustrationen): 16 ampere

Dertil er metalkappen modsat den ende hvor sikrings-endestykket sidder, lavet med en diameter der "stiger med mærkestrømmen"; jo flere ampere desto større metalkappe i bunden. Sikringsholderne i skabet er indrettet til en bestemt strømstyrke, og lavet så en sikring med "for stor" metalkappe ikke kan sættes i. "For små" sikringer kan måske nok sættes i, men vil så afbryde strømmen længe inden den når den strømstyrke gruppen/kredsløbet er beregnet til.

### Smeltesikringer i elektriske apparater
Mange af de elektriske apparater der bruges i hjem og kontorer har deres egene smeltesikringer: Sådanne apparatsikringer er udformet som et glasrør, med endekapper som sikringerne i elskabet, men uden fjeder eller endestykker i forskellige farver eller størrelse. Af den grund skal man være omhyggelig med at finde den rigtige erstatning når en udbrændt apparatsikring skal udskiftes – strøm- og spændingskrav er (som regel) trykt på både apparatets sikringsholder og på de små glassikringer, men modsat elskabets sikringer er der her ikke noget til hinder for at man sætter en "for stor" apparatsikring i et apparat.
Selv om hele husets elinstallation er beskyttet af sikringer, kan et elektrisk apparat snildt "brænde sammen" (og evt. starte en elektrisk brand) ved strømstyrker langt under de f.eks. 10 ampere eller hvor meget "ledig strøm" der nu er til rådighed i den pågældende sikringsgruppe, dvs. længe inden "beskyttelsen" fra elskabets sikringer træder i kraft. Under normale driftsbetingelser bruger almindelig forbrugerelektronik højest nogle få tiendedele ampere.

## Elektroniske sikringer
Sikringsrelæer, f.eks RCD-relæet eller fejlstrømsrelæ, er udelukkende til personbeskyttelse. En fejlstrøm er f.eks. en strøm igennem en person med jordforbindelse, således at en lille strøm IKKE går retur i installationen via nullen. Dette registrerer RCD-relæet med en følsomhed på 30 milliampere- OG slår spændingen fra ved at udløse relæet.

## Andre elektriske sikringsanordninger
Man bruger også sikringsanordninger mod elektrisk energi med for høj elektrisk spænding. F.eks. indeholder meget elektronisk udstyr VDR-modstande og zenerdioder for at "klippe" for høj spænding, ved at lede den mod "jord" eller nul-terminalen.
Visse PTC-modstande (PPTC) sætte i serie med en elektrisk belastning og over en hvis strøm stiger PPTC-modstanden meget, så strømmen holdes under et bestemt sikkert niveau. Ved at slukke for strømmen og vente et kortere tidsrum går PPTC-modstanden tilbage til sin lave modstand igen.